# Мозамбик на летних Олимпийских играх 2008
Мозамбик принимал участие в летних Олимпийских играх 2008 года в Пекине (Китай) в восьмой раз за свою историю, но не завоевал ни одной медали. Сборную страны представляли 5 спортсменов: 2 женщины и трое мужчин, они соревновались в лёгкой атлетике, плавании и дзюдо.

## Результаты

### Дзюдо
Соревнования по дзюдо проходили с 9 по 15 августа.
Эдсон Мадейра выступал в весовой категории до 66 кг. Проиграл схватку с нидерландцем Дексом Элмонтом и выбыл из дальнейшей борьбы.

### Лёгкая атлетика
Олимпийская чемпионка 2000 года Мария Мутола на этой Олимпиаде в забеге на 800 метров стала лишь 5-й.

### Плавание
В следующий раунд на каждой дистанции проходят лучшие спортсмены по времени, независимо от места занятого в своём заплыве.
Мужчины
| Соревнование       | Спортсмен     | Предварительные заплывы | Предварительные заплывы | Полуфиналы           | Полуфиналы           | Финал                | Финал                |
| Соревнование       | Спортсмен     | Результат               | Место                   | Результат            | Место                | Результат            | Место                |
| ------------------ | ------------- | ----------------------- | ----------------------- | -------------------- | -------------------- | -------------------- | -------------------- |
| 50 м вольный стиль | Шакиль Камаль | 24,93                   | 67                      | Завершил выступление | Завершил выступление | Завершил выступление | Завершил выступление |

Женщины
| Соревнование       | Спортсменка | Предварительные заплывы | Предварительные заплывы | Полуфиналы            | Полуфиналы            | Финал                 | Финал                 |
| Соревнование       | Спортсменка | Результат               | Место                   | Результат             | Место                 | Результат             | Место                 |
| ------------------ | ----------- | ----------------------- | ----------------------- | --------------------- | --------------------- | --------------------- | --------------------- |
| 50 м вольный стиль | Шимен Гомеш | 28,15                   | 58                      | Завершила выступление | Завершила выступление | Завершила выступление | Завершила выступление |